# Рэтклифф, Ричард
Сэр Ричард Рэтклифф (англ. Sir Richard Ratcliffe; погиб 22 августа 1485, при Босворте, Лестершир, Королевство Англия) — английский рыцарь, один из приближённых короля Ричарда III, кавалер ордена Подвязки. Благодаря покровительству монарха стал одним из богатейших землевладельцев Англии. Погиб в битве при Босворте.

## Биография
Ричард Рэтклифф был родом из Озёрного края на севере Англии (графство Камбрия) и принадлежал к низшему дворянству. Он стал третьим сыном в семье сэра Томаса Рэтклиффа и Маргарет Парр, дочери Томаса Парра; таким образом, королеве Екатерине, последней жене Генриха VIII, Ричард приходился двоюродным дядей. Дата его рождения неизвестна. Дядя Ричарда Уильям Парр занимал важную должность управляющего королевским двором при Эдуарде IV. Возможно, это отчасти объясняет возникновение дружеской близости между Рэтклиффом и братом короля Ричардом, герцогом Глостерским.
Рэтклифф участвовал в Войне Алой и Белой розы, и Эдуард IV посвятил его в рыцари на поле битвы при Тьюксбери 4 мая 1471 года. Глостер во время своего шотландского похода произвёл сэра Ричарда в рыцари-баннереты (август 1482 года). Спустя год, когда герцог решил захватить корону, Рэтклифф оказался одним из ближайших его помощников. Готовя государственный переворот, Глостер направил друга в северные графства для мобилизации сторонников. Тому удалось набрать целую армию в пять тысяч человек. Двигаясь с этими силами на юг, 25 июня 1483 года в замке Понтефракт Рэтклифф приказал обезглавить нескольких врагов своего господина — Энтони Вудвилла, 2-го графа Риверса, сэра Ричарда Грея, сэра Томаса Вогана и сэра Ричарда Хоута; по данным кроулендского хрониста, это была казнь без суда.
После коронации Ричард III сделал Рэтклиффа шерифом Уэстморленда, рыцарем тела короля, кавалером ордена Подвязки, пожаловал ему ряд поместий. По объёмам полученных земельных грантов сэр Ричард уступал только герцогу Норфолку, графу Нортумберленду и лорду Стэнли; он стал одним из богатейших землевладельцев Англии, превзойдя по уровню дохода многих лордов. Рэтклифф считался теперь одним из фактических правителей королевства, о чём говорит, в частности, история с публикацией Уильямом Коллингборном 18 июля 1484 года сатирического стихотворения: «Кот, крыса и собака Ловелл правят всей Англией при борове» (The Catte, the Ratte and Lovell our dogge rulyth all Englande under a hogge). «Крыса» здесь Рэтклифф, «кот» — Уильям Кейтсби, а «боров» — сам король, чьей эмблемой была голова вепря. Коллингборна за эти строки приговорили к жестокой казни через повешение, потрошение и четвертование.
По данным некоторых источников, именно Рэтклифф и Кейтсби весной 1485 года предупредили короля о нежелательности его женитьбы на племяннице, Елизавете Йоркской. По их мнению, такой союз мог вызвать восстание на севере, так как усилились бы слухи, будто Ричард III отравил свою первую жену, принадлежавшую к роду северных магнатов Невиллов. Королевские советники призвали на помощь 12 богословов, и те заявили, что даже папа римский не сможет разрешить женитьбу на родной племяннице. Рэтклиффу в этой истории приписывают свой интерес: гипотетическая невеста монарха приходилась родной племянницей графу Риверсу и единоутробной сестрой Ричарду Грею и явно была настроена против человека, приказавшего казнить её родственников. 
Летом 1485 года Рэтклифф должен был отправиться в Шотландию для переговоров. Он получил от короля Якова III охранную грамоту, но о посольстве пришлось забыть из-за высадки в Англии ланкастерского претендента на престол Генриха Тюдора. В битве при Босворте 22 августа 1485 года Рэтклифф сражался рядом с Ричардом III и погиб в схватке (по данным одного из источников, во время бегства). Первый же парламент, созванный новым королём, посмертно объявил сэра Ричарда изменником, лишил его чести и владений.

## Семья
Ричард Рэтклифф был женат на Агнес Скруп, дочери Джона Скрупа, 5-го барона Скрупа из Болтона, и Джоан Фицхью. В этом браке родился сын, тоже Ричард, которому удалось в 1495 году получить семейные владения. В одном из источников фигурирует ещё и дочь Джоан, жена Генри Грабба из Норт-Миммса, Хартфордшир.

## В культуре
Рэтклифф стал персонажем пьесы Уильяма Шекспира «Ричард III» и ряда её экранизаций. Так, в фильме 1955 года его играет Эсмонд Найт, в фильме 1995 года — Билл Патерсон, в фильме 2016 года — Кит Данфи.